# FK Makedonija Gjorče Petrov Skopje
El FK Makedonija Gjorče Petrov Skopje (en macedònic ФК Македонија Ѓорче Петров) és un club de futbol macedoni de la ciutat de Skopje.
El club va ser fundat l'any 1932 amb el nom de H.A.S.K. Durant la seva història el club ha estat anomenat successivament Lokomotiva, Rudar, Industrijalec, i Jugokokta. L'actual nom fou adoptat el 1989/90, en honor de Gjorce Petrov, un revolucionari considerat figura cabdal del moviment nacional macedoni.

## Palmarès
- Lliga macedònia de futbol: (1)
  - 2008/09
- Copa macedònia de futbol: (3)
  - 2005/06, 2021/22, 2022/23